# Козловичи (Барановичский район)
Козло́вичи (бел. Казловічы) — деревня в Барановичском районе Брестской области Белоруссии. Входит в состав Почаповского сельсовета. Население по переписи 2019 года — 22 человека.

## География
Расположена в 30 км по автодорогам к северо-западу от центра Барановичей, в 9 км по автодорогам к югу от центра сельсовета, агрогородка Почапово, и в 5 км по автодорогам от железнодорожной станции Мицкевичи. На территории деревни находится исток речки Добропольки.

## История
В 1883 году — одноимённые деревня и фольварк в Новогрудском уезде Минской губернии. В 1909 году — деревня (49 дворов, 342 жителя), имение (1 двор, 18 жителей) и фольварк (1 двор, 12 жителей) Почаповской волости Новогрудского уезда.
После Рижского мирного договора 1921 года — в составе гмины Почапово Новогрудского повета Новогрудского воеводства Польши. По переписи 1921 года в деревне вместе с фольварком числилось 56 жилых зданий, в которых проживало 316 человек (153 мужчины, 163 женщины), из них 310 белорусов и 6 поляков (по вероисповеданию — 290 православных, 23 римских католика и 3 иудея).
С 1939 года — в составе БССР, в 1940–62 годах — в Городищенском районе Барановичской, с 1954 года Брестской области. Затем — в Барановичском районе. С конца июня 1941 года до июля 1944 года оккупирована немецко-фашистскими войсками.

## Население
| Численность населения (по переписи) | Численность населения (по переписи) | Численность населения (по переписи) | Численность населения (по переписи) | Численность населения (по переписи) | Численность населения (по переписи) | Численность населения (по переписи) |
| 1909                                | 1921                                | 1959                                | 1970                                | 1999                                | 2009                                | 2019                                |
| ----------------------------------- | ----------------------------------- | ----------------------------------- | ----------------------------------- | ----------------------------------- | ----------------------------------- | ----------------------------------- |
| 372                                 | ↘316                                | ↗419                                | ↘289                                | ↘76                                 | ↘42                                 | ↘22                                 |

## Инфраструктура
Действуют гравийно-сортировочный завод и СПК «БелАгроовощ». Имеется кладбище, до недавнего времени действовали магазин и клуб-библиотека. Есть автобусная остановка маршрута №236 «Барановичи — Сениченята».